# Limonium ramosissimum
Limonium ramosissimum är en triftväxtart som först beskrevs av Jean Louis Marie Poiret, och fick sitt nu gällande namn av René Charles Maire. Limonium ramosissimum ingår i släktet rispar, och familjen triftväxter.

## Underarter
Arten delas in i följande underarter:
- L. r. confusum
- L. r. doerfleri
- L. r. provinciale
- L. r. siculum
- L. r. tommasinii

## Bildgalleri

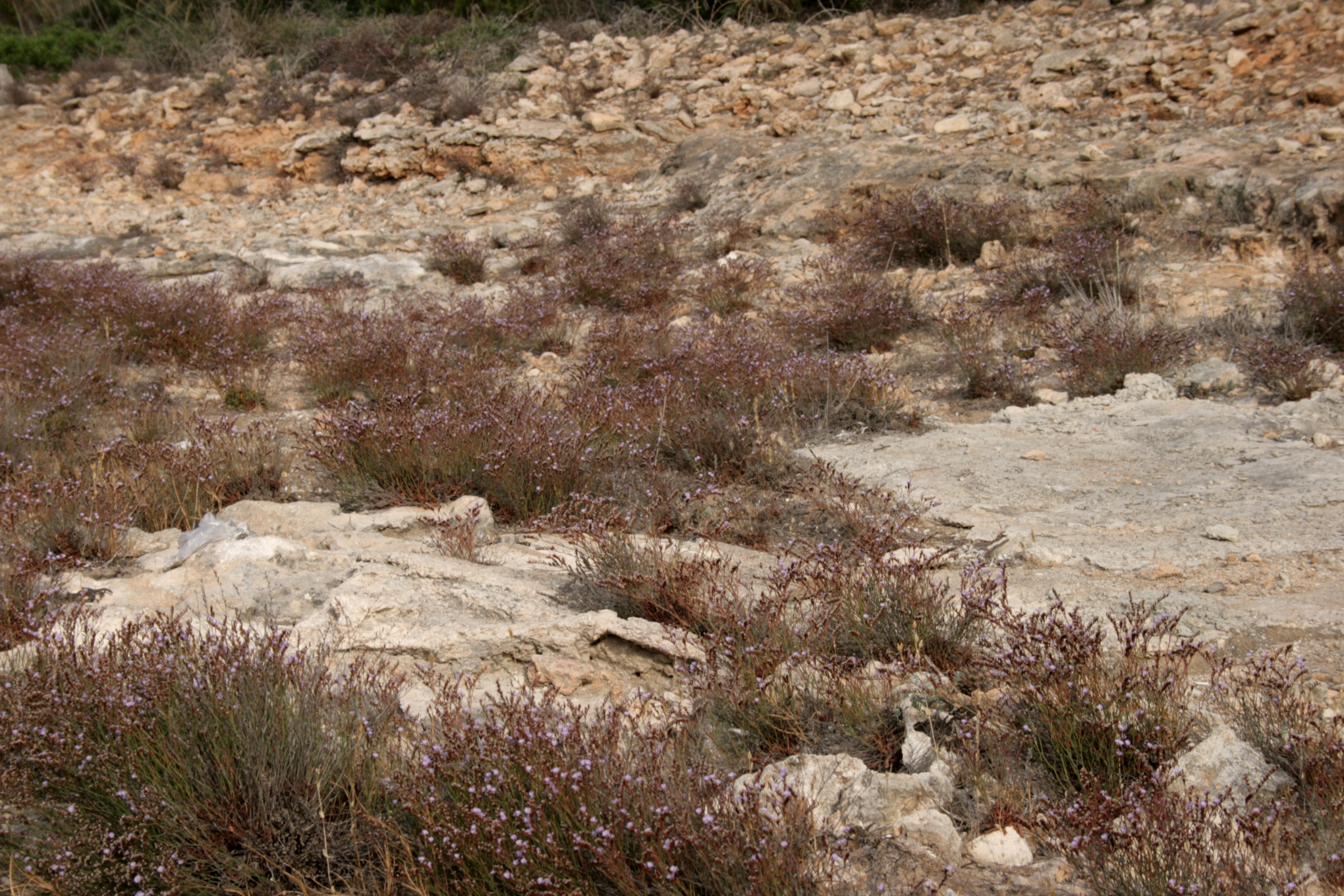
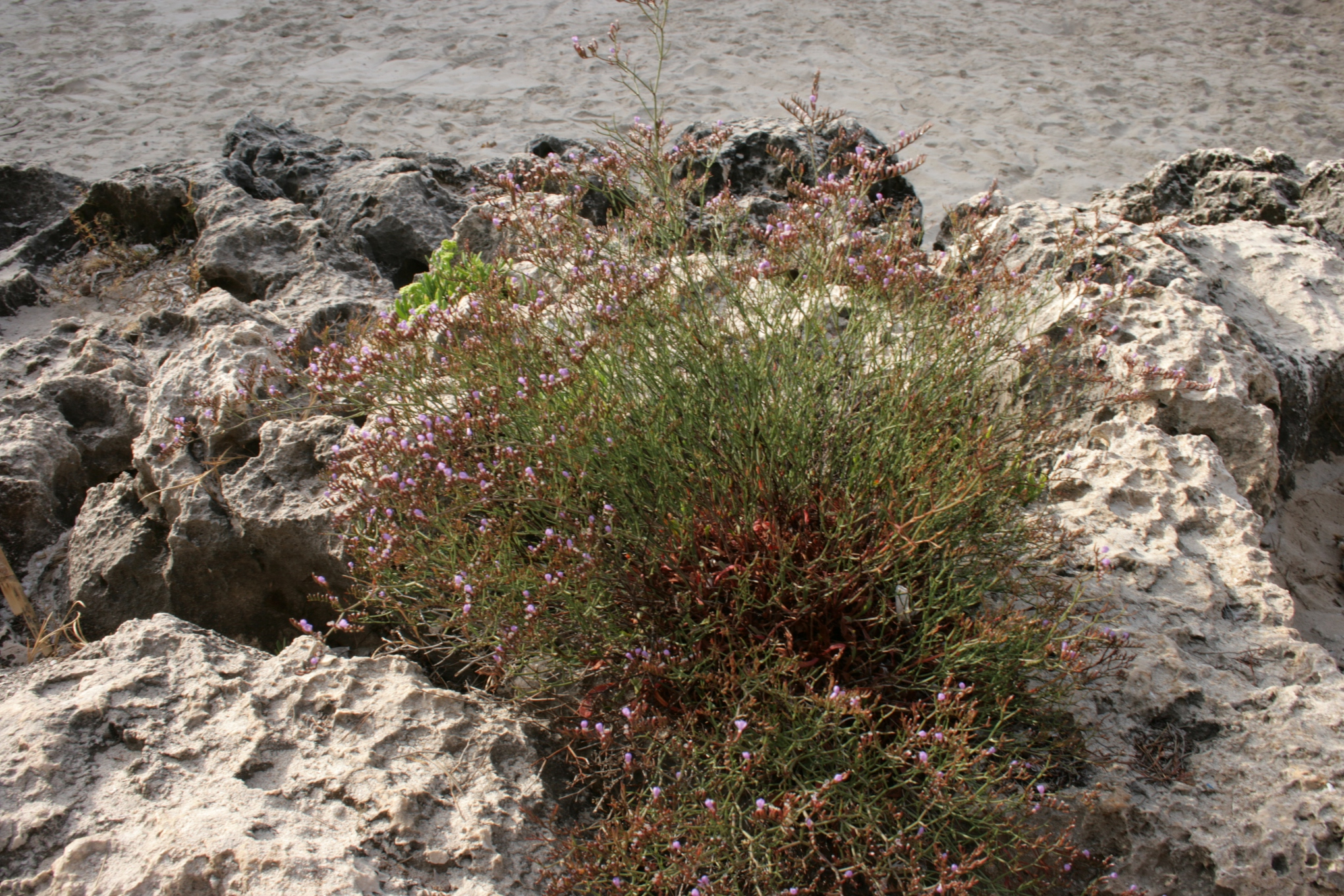